# Elke Gebhardt
Elke Gebhardt (Friburgo, 22 de julio de 1983) es una deportista alemana que compitió en ciclismo en la modalidad de pista. Ganó una medalla de bronce en el Campeonato Europeo de Ciclismo en Pista de 2012, en la carrera por puntos.

## Medallero internacional
| Campeonato Europeo | Campeonato Europeo   | Campeonato Europeo | Campeonato Europeo |
| Año                | Lugar                | Medalla            | Competición        |
| ------------------ | -------------------- | ------------------ | ------------------ |
| 2012               | Panevėžys (Lituania) | Medalla de bronce  | Puntuación         |

## Palmarés en ruta
2014
- Gran Premio Cham-Hagendorn